# 일곱 개의 크리스탈 공
일곱 개의 크리스탈 공(프랑스어: Les Sept Boules de Cristal)은 벨기에 만화가 에르게의 만화 시리즈 틴틴의 모험 13권이다. 이 이야기는 1943년 12월부터 세계 2차 대전 동안 독일이 벨기에를 점령한 가운데 벨기에의 선두적인 프랑코폰 신문인 르 소아르에 매일 연재되었다. 이 이야기는 1944년 9월 연합군의 해방 이후 갑자기 취소되었는데, 그 때 에르게는 점령한 독일인들과 협력한 혐의로 기소되어 블랙리스트에 올랐다. 2년 후 그가 무죄 판결을 받은 후, 이 이야기와 후속작인 태양의 포로들은 1946년 9월부터 1948년 4월까지 새로운 틴틴 잡지에 매주 연재되었다. 이 이야기는 젊은 기자 틴틴과 그의 친구 해독 선장이 그들의 친구인 미적분 교수의 납치와 페루 고고학 탐험대원들을 괴롭힌 미스터리한 질병과의 연관성에 대한 조사를 중심으로 전개된다.
일곱 개의 크리스탈 볼은 상업적인 성공을 거두었고, 시리즈 자체가 프랑스-벨기에 만화 전통의 정의로운 부분이 된 반면, Casterman에 의해 출판되었다. 비평가들은 일곱 개의 크리스탈 볼을 최고의 틴틴의 모험 중 하나로 평가하며 시리즈에서 가장 무서운 작품으로 묘사했다. 이 이야기는 1969년 벨비전 영화 틴틴과 태양의 신전, 1991년 타원/넬바나 애니메이션 시리즈 틴틴의 모험, 1992-1993년 BBC 라디오 5 드라마화, 1997년 비디오 게임 "태양의 포로" 그리고 2001년 네덜란드어와 프랑스어 버전의 뮤지컬로 각색되었다.